# Jekaterina Podkopajeva
Jekaterina Iljinitsjna Podkopajeva (ryska: Екатерина Илъинична Подколаева), född den 11 juni 1952 i Moskva, är en rysk före detta friidrottare som tävlade under 1980-talet och 1990-talet i medeldistanslöpning. Under början av sin karriär representerade hon Sovjetunionen.
Podkopajevas första mästerskap var VM 1983 i Helsingfors där hon blev bronsmedaljör på både 800 meter (med tiden 1.57,58) och på 1 500 meter (med tiden 4.02,25). Nästa större mästerskap som hon deltog vid var Olympiska sommarspelen 1992 i Barcelona där hon slutade på åttonde plats på 1 500 meter med tiden 4.02,03. Året efter 1993 blev hon världsmästare inomhus vid VM i Toronto och året därefter slutade hon trea vid EM i Helsingfors. Hennes sista framträdande var VM inomhus i Paris 1997 där hon vann guld på tiden 4.05,19.

## Personliga rekord
- 800 meter - 1.55,96 från 1983
- 1 500 meter - 3.56,65 från 1984
- 1 mile - 4.23,78 från 1993